# Leptopteromyia argentinae
Leptopteromyia argentinae là một loài ruồi trong họ Asilidae. Leptopteromyia argentinae được Martin miêu tả năm 1971. Loài này phân bố ở vùng Tân nhiệt đới.